# Савез хокеја на леду Хонгконга
Савез хокеја на леду Хонгконга, ХКИХА (кин: 香港冰球協會有限公司; енгл. Hong Kong Ice Hockey Association, HKIHA) кровна је спортска организација задужена за професионални и аматерски хокеј на леду на подручју посебног административног региона НР Кине Хонгконга.
Савез хокеја на леду Хонгконга основан је 8. августа 1980. као највише спортско тело чија је улога била координисање свих такмичења у вези са хокејом на леду на територији тада британске колоније Хонгконг. Савез постаје пуноправним чланом ИИХФ 30. априла 1983. 
Сениорска селекција дебитовала је на међународној сцени у оквиру такмичења за светско првенство имали су 1987. у Перту у Аустралији (такмичење у Групи Д СП). Прву међународну утакмицу на такмичењу одиграли су против селекције Кинеског Тајпеја 13. марта 1987. остваривши нерешен резултат 2:2.
Након дебитантског наступа уследила је пауза од пуних 26 година, а на такмичења СП селекција се вратила на такмичењу за светско првенство треће дивизије 2014. годину.
Женска сениорска репрезентација такмичи се на међународној сцени од 2007. године. 
Најважније клупско такмичење у земљи је национална лига у којој учествује 8 клубова (основана 1998. године). 

## Савез у бројкама
Према подацима ИИХФ из 2013. на подручју под ингеренцијом хонгконшког савеза регистровано је укупно 1.337 активних играча, односно 676 у сениорској (597 мушкараца и 79 жена) и 661 у јуниорској конкуренцији. Судијску лиценцу поседовало је 9 арбитара.
Хокејашку инфраструктуру чине 4 затворена терена стандардних димензија.